# Alexandre Aja
Alexandre Jouan-Arcady (París, França, 7 d'agost de 1978) és un director, guionista i productor francès. És fill de Arcady i de la periodista Marie-Jo Jouan. Candidat a la Palma d'Or en el Festival de Cinema de Cannes per Over the Rainbow (1997) i guardonat en el Festival de Cinema de Sitges per Haute Tension (2003).

## Filmografia com a Director
- 1997: Over the Rainbow
- 1999: Furia
- 2003: Haute Tension
- 2006: Els turons tenen ulls (The Hills Have Eyes)
- 2008: Mirrors
- 2010: Piranha 3D
- 2014: The Pyramid
- 2016: The Other Side of the Door
- 2019: Crawl